# No Straight Roads
No Straight Roads es un videojuego de acción y aventuras de 2020 desarrollado por Metronomik y publicado por Sold Out Ltd. La atención se centra en un dúo de indie rock que lucha contra un imperio de EDM para liberar a Vinyl City de su control con el poder del rock. El combate del videojuego implica escuchar la música, saber cuándo atacan los enemigos y cuándo atacar. Fue lanzado el 25 de agosto de 2020 para PlayStation 4, Xbox One, Nintendo Switch y Windows después de tres años de desarrollo. El 21 de octubre de 2021 se lanzó una versión actualizada, No Straight Roads: Encore Edition.

## Jugabilidad
En No Straight Roads, el jugador toma el control de Mayday y Zuke y puede cambiar entre ellos en cualquier momento en el modo de un solo jugador. El videojuego está diseñado en torno a un sistema de combate basado en el ritmo en el que el jugador puede moverse libremente sin tener que seguir el ritmo, pero aún debe prestar atención a las señales de audio para planificar sus movimientos. Las notas musicales que recolectan los personajes se pueden usar como municiones y proyectiles, y algunos objetos se pueden transformar en armas y defensas durante las batallas contra jefes.
Mayday y Zuke atacan de manera diferente debido a sus especializaciones. Los cambios de guitarra y las transformaciones de ataque de Mayday causan más daño, mientras que Zuke construye combos con sus baquetas y brinda apoyo usando sus transformaciones. Un árbol de habilidades depende de la cantidad de fanáticos que la banda tenga a la vez. A medida que aumenta la popularidad de Bunk Bed Junction y aumenta su número de fanáticos, al jugador se le ofrecen actualizaciones de sus habilidades compartidas o adiciones a sus conjuntos de movimientos individuales.
El escenario del juego, Vinyl City, está dividido en distritos, cada uno de los cuales alberga y está dirigido por un artista promovido por NSR. Bunk Bed Junction existe para secuestrar sus actuaciones, enfrentarlos, reclamar sus áreas y abrir aún más la ciudad para explorar y potenciar sus habilidades.

## Historia

### Ambientación
El juego tiene lugar en la metrópolis ficticia de alta tecnología de Vinyl City, que se dice que es la capital mundial de la música. La ciudad está gobernada por No Straight Roads (NSR), un sello EDM corrupto cuyo objetivo es monopolizar la industria de la música y continuar con el control de la ciudad y mantener el orden. Vinyl City se compone de varios distritos, cada uno de los cuales está a cargo de uno de los artistas de NSR. Cada uno de ellos posee un disco de platino que les da el control de un determinado distrito.
El poder de Vinyl City proviene de una tecnología llamada "Qwasa" que convierte la música en energía eficiente. La influencia de NSR les permite organizar las audiciones de Lights Up para encontrar artistas talentosos que puedan proporcionar una fuente de energía para la ciudad y cumplir con los estándares de orden del sello. Sabiendo esto, Bunk Bed Junction se propone desafiar su regla.

### Personajes
Los protagonistas son la banda de indie rock Bunk Bed Junction, formada por Mayday (con la voz de Su Ling Chan), la guitarrista enérgica y apasionada, y Zuke (con la voz de Steven Bones), el baterista relajado dueño de sí mismo, que luchan por traer devuelta la música rock a Vinyl City y derrotar a NSR y su imperio EDM secuestrando los conciertos de sus artistas. NSR está dirigida por la directora ejecutiva Tatiana (con la voz de Priscilla Patrick), quien también es la principal fundadora de Vinyl City, y tiene una lista de artistas superestrella que incluye a DJ Subatomic Supernova (con la voz de Mohamad "Uncle Ali" Imran), un DJ egoísta con temática espacial que actúa para difundir su música por todo el universo, Sayu (con la voz de Nikki Simmons), una ídolo del pop virtual burbujeante diseñada como una sirena que cree firmemente en el poder del amor, Yinu (con la voz de Damia Huda), una niña pianista prodigio conocida como 'la Maestra Dorada de Vinyl City', 1010 (todos con la voz de Muhammad Zulhilmi), una banda de chicos robóticos con base en la marina, y Eve (con la voz de Joanna Bessey), una diva creadora de ilusiones que crea y conserva arte abstracto. Otros personajes notables son la madre sobreprotectora de Yinu (con la voz de Azah Boémia Anuarul), Neon J. (con la voz de Zulhilmi), el administrador de cyborgs de 1010 y veterano de guerra, y DK West (con la voz de Alfred Loh), un conocido rapero manipulador de sombras. Muchos otros personajes habitan en Vinyl City, como Kliff, autoproclamado fanático número uno de Bunk Bed Junction.

### Trama
El dúo de indie rock Bunk Bed Junction, compuesto por Mayday y Zuke, participa en las audiciones anuales Lights Up para unirse al sello discográfico No Straight Roads y devolverle la relevancia al rock. La audición en sí es juzgada por la directora ejecutiva de NSR, Tatiana, y los mejores artistas del sello mientras presencian la actuación de Mayday y Zuke para determinar si son dignos. Después de que Bunk Bed Junction termina el curso, los artistas deciden despedirlos. Esto desencadena el temperamento de Mayday, lo que hace que le conteste a Tatiana. Tatiana comenta que la era del rock ha terminado y EDM es el único género actualmente en demanda en Vinyl City.
De camino a casa, Mayday se queja de que NSR los despidió, mientras que Zuke les da el beneficio de la duda antes de que se encuentren con una transmisión televisada de su audición. Las imágenes que muestran su actuación impulsando la audición de Qwasa a casi toda su capacidad hacen sospechar a Mayday. Tatiana luego anuncia que debido a las acciones de Bunk Bed Junction, ha prohibido el rock en futuras audiciones e insiste en que cualquier artista futuro toque solo EDM para mantener el orden. De repente, se corta la energía en Vinyl City y su energía de respaldo se dirige únicamente a las élites de NSR. Llegando a su punto de quiebre, el dúo decide rebelarse contra el control de NSR sobre la ciudad para traer de vuelta el rock y restaurar el poder a la gente. Su primer plan de acción es colapsar y secuestrar el concierto de DJ Subatomic Supernova, uno de los artistas de NSR que es el fundador del Cast Tech District y actualmente responsable del lanzamiento del nuevo satélite del sello.
La derrota de DJ Subatomic Supernova les otorga el control de su distrito, en el que declaran su revolución musical a Tatiana. Más tarde, Bunk Bed Junction se encuentra con su autoproclamado fan número 1, Kliff, quien se ofrece a brindarles orientación sobre cómo derrotar a NSR al derrotar a sus otros artistas y obtener el control de sus distritos. Su próximo objetivo es Sayu, un ídolo virtual parecido a una sirena y el estatuto del distrito de Akusuka, que se muestra que fue creado y pilotado por un grupo de adolescentes.
Después de que Mayday y Zuke derrotan a Sayu, Tatiana convoca a regañadientes a DK West, un rapero y hermano mayor separado de Zuke, para detener su progreso. West los desafía a una serie de batallas de rap como una forma de vengarse de Zuke por su mala historia juntos. Después de eso, continúan su revolución enfrentándose a la niña pianiasta prodigio Yinu del Distrito Natura en su recital con su Madre controladora, y la banda de chicos robóticos 1010 del Distrito Metro Division con su gerente ciborg Neon J. en su gira por toda la ciudad. Después de la derrota del primero, la tensión entre Zuke y West alcanza su punto máximo cuando él repudiaba enojado a su hermano, para sorpresa y decepción tanto de West como de Mayday.
Después de reclamar los distritos de Yinu y 1010, pasan a la mejor artista de NSR y la mano derecha de Tatiana, Eve en su distrito Dream Fever, quien se revela como la excompañera de banda y exnovia de Zuke. Después de arreglar las cosas con Eve, comienza un encuentro final entre Zuke y West, y Mayday, harto de su rivalidad, trabaja para ayudar a los dos hermanos a reconciliarse al revelar que, a pesar de todo, Zuke todavía admira a West. Después de hacerlo, West decide dejar Vinyl City por un tiempo para reflexionar sobre las cosas; Zuke agradece a Mayday por sus esfuerzos. Mayday y Zuke se dirigen a la Torre NSR para enfrentarse a Tatiana, quien tiene la intención de acabar con ellos para restaurar el orden de EDM en la ciudad. Después de derrotarla, se revela que Tatiana es Kul Fyra, una ex estrella de rock, líder de la banda de rock The Goolings y el ídolo de Mayday que llevó el rock a la fama en Vinyl City. Después de que el constante caos de nuevas ideas y desacuerdos condujera a la ruptura de la banda, Fyra desarrolló un odio por el rock y una obsesión por el orden y la fuerza, lo que la llevó a crear NSR y tomar el control de Vinyl City a través del EDM (para las personas que lo favorecían), adoptando la identidad de Tatiana. Tatiana se burla de Mayday y Zuke, cuestionando lo que planearon hacer para gobernar la ciudad y lidiar con las consecuencias del derrocamiento de NSR, ya que se demuestra que el rock es igual a EDM en términos de producción de energía.
Luego aparece Kliff y se revela que es un ex fan incondicional de Kul Fyra. Traicionado por el cambio de Fyra a EDM, Kliff usó a Mayday y Zuke como una forma de hacer que el rock volviera a ser relevante y, después de ser insultado por Tatiana nuevamente cuando ella rechaza su forma de pensar, piratea el satélite NSR y lo pone en un curso de colisión contra la Torre NSR. Al darse cuenta de que Kliff les permitió hacer que el rock reemplazara al EDM como el nuevo género musical dominante y que hacerlo solo iniciaría otro monopolio musical y los convertiría en el nuevo NSR, Mayday y Zuke lo rechazan y tratan de corregir su error.
Mayday y Zuke se unen a Tatiana para detener el satélite ayudando a los artistas de NSR a recuperar sus distritos y usando el poder colectivo de EDM y rock para transformar la torre NSR en una mano de roca gigante, destruyendo el satélite y salvando Vinyl City. Mientras el grupo celebra, Tatiana, cambiando de opinión sobre sus acciones y recuperando su amor por el rock, anuncia sus planes para reconstruir NSR para permitir que se reproduzca todo tipo de música en Vinyl City y ofrece a Bunk Bed Junction un lugar en la nuevo dirección para ayudarlos. Sin embargo, Mayday y Zuke rechazan la oferta y, en cambio, deciden "permanecer discretos" y permanecer independientes debido a sus acciones y recordarse a sí mismos por qué tocan música por el momento. Antes de partir, Tatiana le da a Mayday su vieja guitarra, que Mayday acepta entre lágrimas.
La narración final de Tatiana revela que, desde entonces, Vinyl City se ha convertido en un lugar donde las personas pueden interpretar todo tipo de música, sin discriminación ni restricciones, y como resultado, la ciudad brilla con más energía que nunca. El juego termina con Mayday y Zuke saliendo para actuar frente a sus admiradores mientras la narradora Tatiana les desea lo mejor.

## Desarrollo
Metronomik fue creado por los primos Daim Dziauddin y Wan Hazmer, quienes participaron en Street Fighter V y Final Fantasy XV en Japón. No Straight Roads, su título debut, fue desarrollado como un juego que podría considerarse orgullosamente malasio.
Hazmer se inspiró en otros videojuegos de ritmo mientras desarrollaba No Straight Roads, citando juegos como Gitaroo Man, Space Channel 5 y Jet Set Radio. Los colores de piel poco realistas del elenco se adaptaron de la caricatura Steven Universe, mientras que la dirección de arte surrealista y la historia se tomaron prestadas de JoJo's Bizarre Adventure, Psychonauts, y Scott Pilgrim.
Los músicos detrás de la banda sonora del juego son Falk Au Yeong, Andy Tunstall, James Landino y Pejman Roozbeh, también conocido como Funk Fiction. Los cuatro habían trabajado juntos en la música del fangame Sonic: After the Sequel de 2013 y el videojuego de plataformas y acción de 2017 Spark the Electric Jester. Falk, un empleado de soundtRec, se desempeñó como productor musical de Upin & Ipin: Keris Siamang Tunggal (la primera película de animación de Malasia y el sudeste asiático nominada a los Oscar) e ingeniero de audio para juegos que incluyen Lightning Returns: Final Fantasy XIII y Sonic Mania.[cita requerida]
No Straight Roads también cuenta con artistas invitados en su banda sonora, como la banda de rock japonesa One Eye Closed, la cantante estadounidense con sede en Mánchester Nikki Simmons, el guitarrista malasio Az Samad y el productor estadounidense RoboRob.

## Recepción
No Straight Roads recibió críticas "mixtas o promedio" según el agregador de reseñas Metacritic. El videojuego fue elogiado por su música, diseño y personajes, pero fue criticado por su jugabilidad y fallas, especialmente para la versión de Switch. Forbes, a través de Matt Gardner, declaró que el videojuego era «uno de los mejores juegos de 2020», citando su «historia divertida, una dirección de arte asombrosa, una banda sonora increíble y la mecánica de juego a menudo extraña».